# Jessica Höötmann
Jessica Höötmann (* 6. Dezember 1985 in Osnabrück) ist eine deutsche Basketballspielerin.

## Laufbahn
Höötmann begann in Osnabrück mit dem Basketballsport, spielte beim Osnabrücker SC, gab im Spieljahr 2002/03 bei der BG Dorsten ihren Einstand in der Bundesliga, spielte dann beim Zweitligisten Hagener SV sowie in der Saison 2006/07 wieder in der Bundesliga bei der BG Zehlendorf.
Von 2007 bis 2009 war die 1,90 Meter lange Innenspielerin wieder im Hemd ihres Heimatvereins Osnabrücker SC in der zweiten Liga zu sehen, 2009/10 stand sie in Diensten des Bundesligisten BC Wolfenbüttel.
2010 folgte der Wechsel nach Bayern zum TSV Wasserburg, mit dem sie im Spieljahr 2010/11 deutsche Meisterin sowie Pokalsiegerin wurde.
Von 2012 bis 2014 lief Höötmann abermals für den Osnabrücker SC (damals in der Bundesliga) auf, 2014/15 spielte sie beim SV Halle in der höchsten deutschen Spielklasse, 2015 wechselte sie zum Zweitligisten TuS Bad Aibling. Als Leistungsträger war sie am Bundesliga-Aufstieg Bad Aiblings 2016 beteiligt und spielte anschließend in der Saison 2016/17 ebenfalls in der ersten Liga für den Verein.
In der Frühjahrssaison 2017 spielte Höötmann für die Willetton Tigers aus der Stadt Perth in der australischen State Basketball League. Im Oktober 2018 schloss sie sich dem Regionalligisten SC Rist Wedel an, nachdem es sie aus beruflichen Gründen in die Hansestadt Hamburg verschlagen hatte. In der Saison 2021/22 spielte sie mit Rist Wedel in der 2. Bundesliga. 2022 verließ sie den Verein.

### Nationalmannschaft
Höötmann lief für die deutschen Juniorennationalmannschaften auf, 2005 nahm sie an der U20-EM teil und erzielte 9,4 Punkte sowie 4,9 Rebounds pro Spiel im Turnierverlauf.